# Basilica di San Francesco (Siena)
Die Basilica di San Francesco ist eine gotische Bettelordenskirche in Siena, die dem heiligen Franz von Assisi geweiht ist.

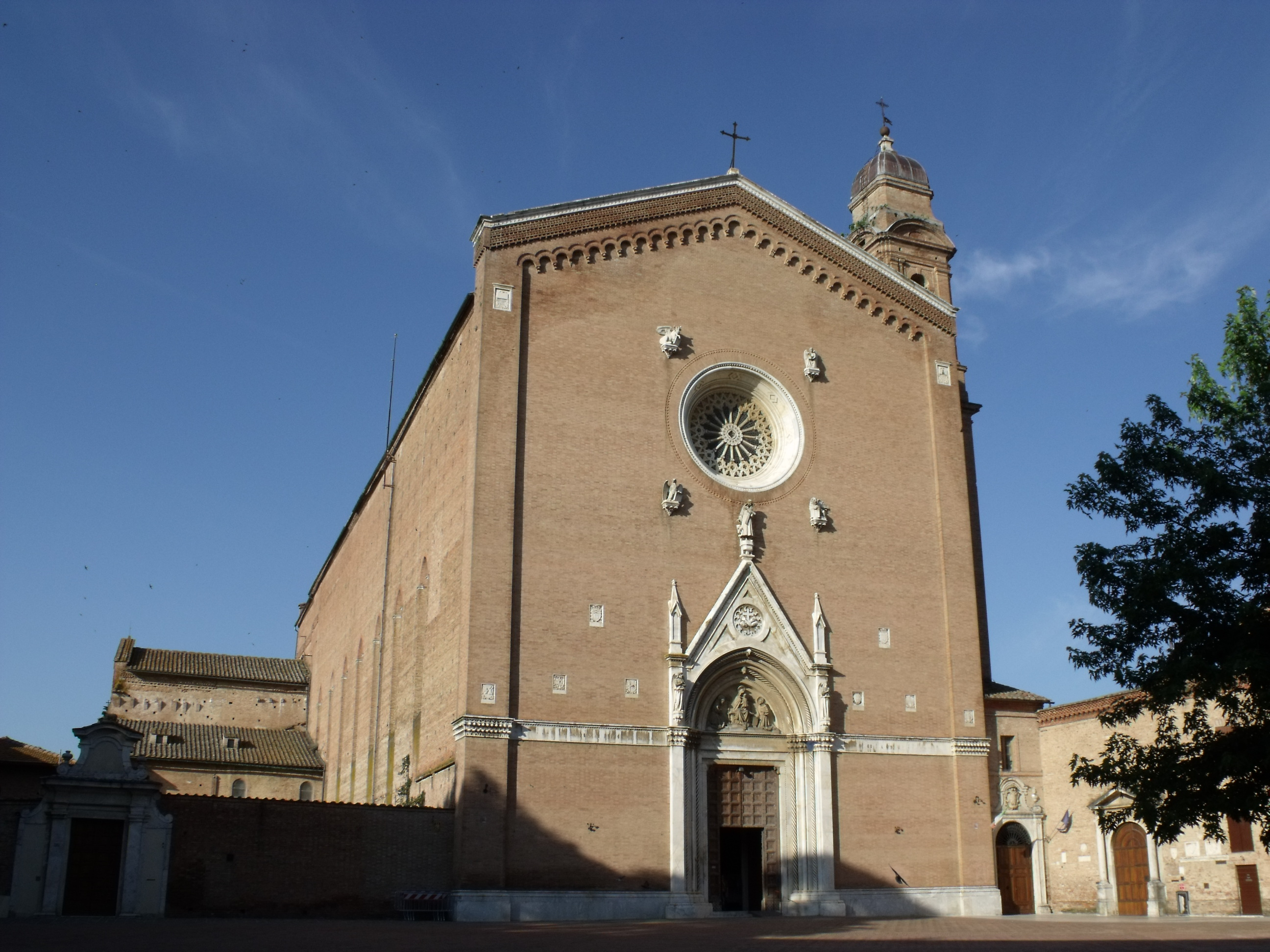
Fassade von San Francesco

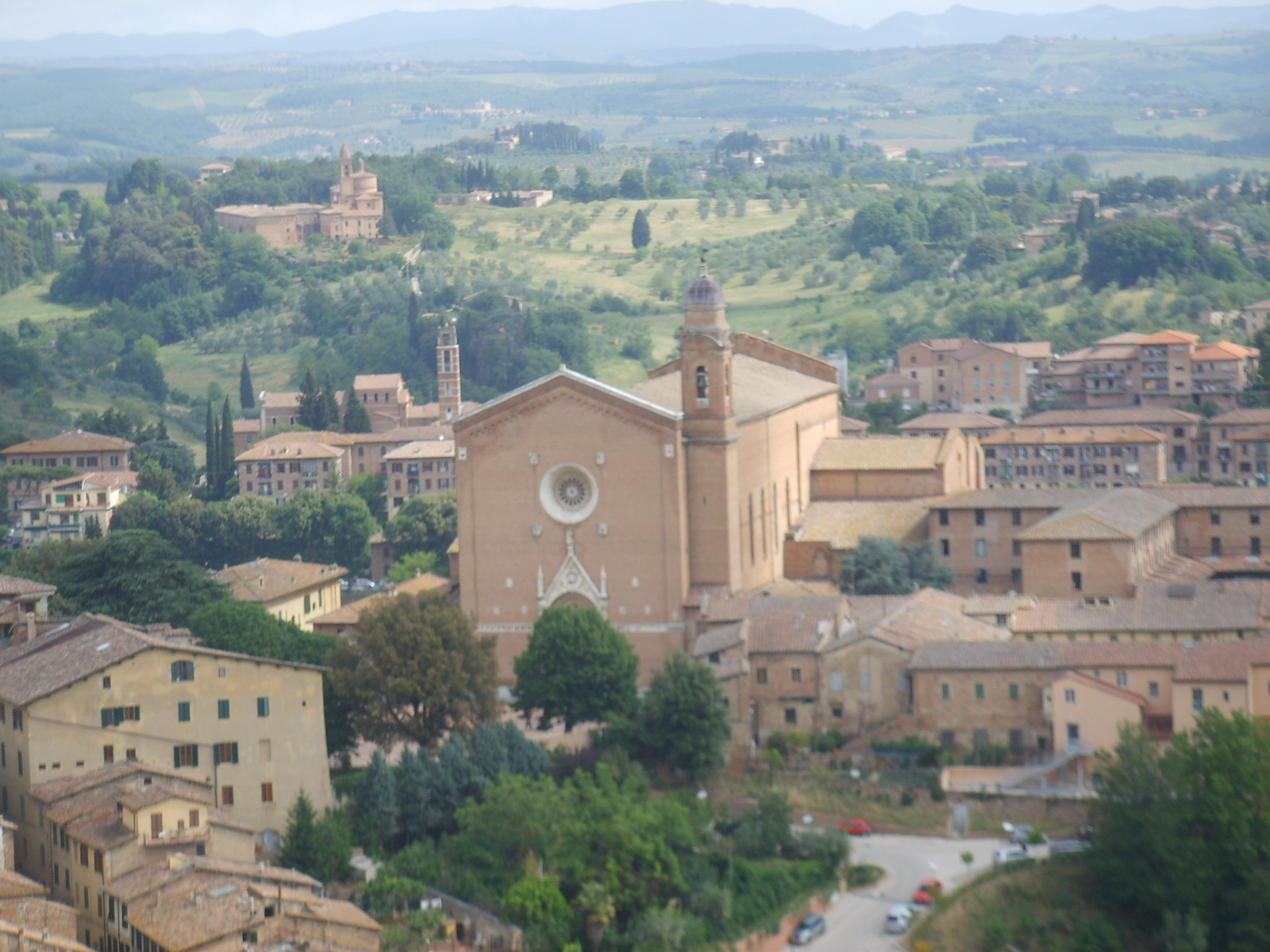
Luftbild vom Torre del Mangia auf San Francesco

## Lage
Die Kirche im Rang einer Basilica minor befindet sich innerhalb der Stadtmauern an der Piazza San Francesco. Dieser befindet sich im Stadtteil Terzo di Camollia in der Contrada Giraffa (Giraffe) auf der östlichen Seite und Bruco (Raupe) auf der westlichen. Das Kirchengebäude selbst liegt noch auf dem Gebiet der Giraffa. Zu Baubeginn lag es außerhalb der Stadtmauern. Nach der dritten Erweiterung der Stadtmauern am Anfang des 13. Jahrhunderts lag San Francesco nun wenige Meter außerhalb der Stadtmauern und wurde durch das neuerrichtete Stadttor Porta dei Frati Minori (heute Arco di San Francesco) erreicht. Der letzte Ausbau der Stadtmauern um das Jahr 1450 schloss dann auch Kirche und Kloster ein.
Zur Kirche gehört zudem der Konvent, der von den Frati minori geleitet wurde, drei Kreuzgänge, die Krypta, das Oratorium dei Santi Ludovico e Gherardo sowie das Oratorio di San Bernardino.

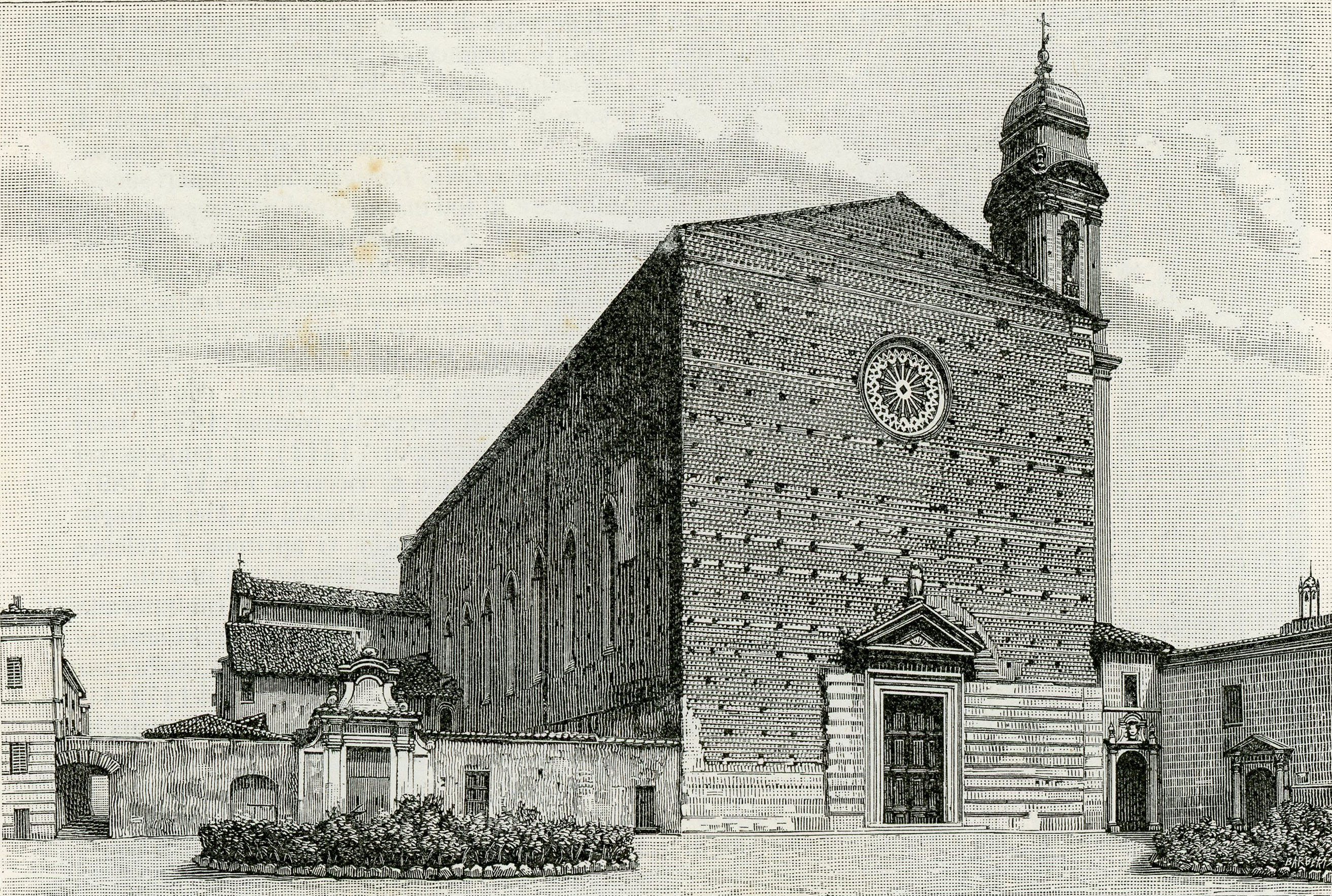
Fassade im Zustand von 1894

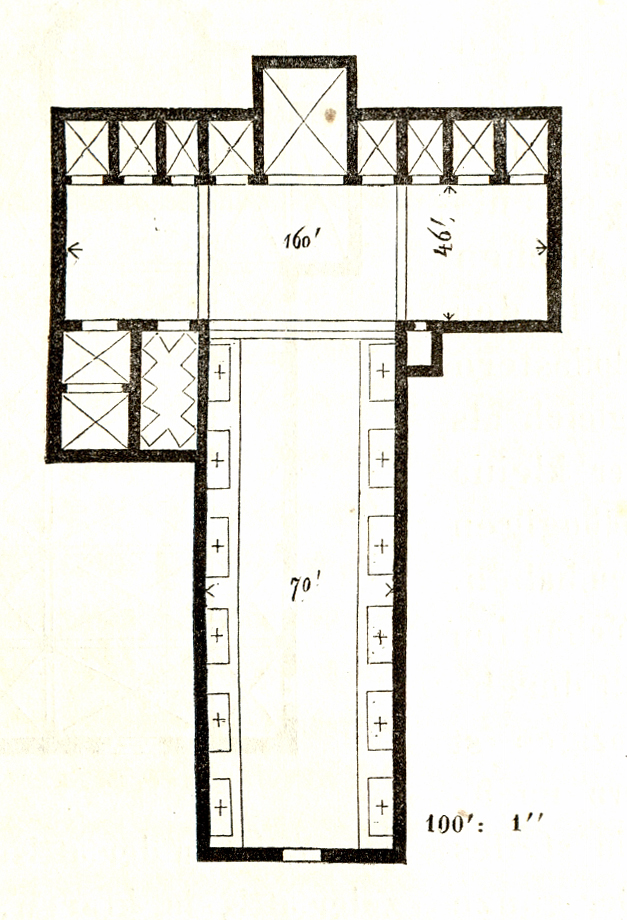
San Francesco, Grundriss, Wilhelm Lübke, 1860

## Geschichte
Der hl. Franz von Assisi hielt sich 1212 in Siena in der Kapelle beim Hügel Ravacciano auf. Dort pflanzte er einen Baum, sodass die Kirche danach Chiesa dell’Alberino (Kirche des Bäumchens) genannt wurde. Die ersten Mönche der Franziskaner entstammten dieser Kirche und forderten von der Comune Siena die Errichtung einer Kirche zu Ehren des hl. Franziskus. Diesem Wunsch wurde um 1228 stattgegeben und am Hügel Castellaccia di Ovile mit dem Bau der Kirche begonnen. Reste dieses bis 1255 errichteten Vorgängerbaus treten heute nicht mehr in Erscheinung, da ab 1326 der heute bestehende, von Agostino di Giovanni und Agnolo di Ventura entworfene Bau in erheblich größeren Dimensionen begonnen wurde. Seine Fertigstellung zog sich bis 1475 hin. Das Feuer von 1655 und die Restaurierung von 1887 bis 1894 durch Giuseppe Partini mit ihrer Entfernung der barocken Ausstattung hinterließen den Innenraum eher nüchtern. Der Campanile wurde 1763 von Paolo Posi und Filippo Francini errichtet. 
Die zuvor noch schlichtere Fassade wurde von 1894 bis 1913 durch Vittorio Mariani und Gaetano Ceccarelli neu verkleidet. Das Renaissance-Portal von Francesco di Giorgio aus der zweiten Hälfte des 15. Jahrhunderts wurde bei dieser Gelegenheit entfernt (heute am Eingang auf der linken Seite) und durch ein neugotisches Marmorportal ersetzt. Unter dem Marientympanon weist eine Inschrift auf die Erhebung der Kirche zur Basilika minor in den 1890er Jahren hin.
Der Kreuzgang und der Konvent werden mittlerweile vom Institut für Wirtschaftsrecht der Universität Siena belegt.

## Architektur
Die strukturelle Ähnlichkeit mit der 100 Jahre älteren Dominikanerkirche ist nicht zufällig: Beide Orden standen, wie in anderen italienischen Städten auch, in Konkurrenz und suchten einander durch die Größe ihrer Kirchenbauten zu übertreffen. So besteht auch San Francesco aus einem gewaltigen, seitenschifflosen Langhaussaal, an den sich ein Querhaus mit mehreren Kapellen rechts und links der Chorkapelle anschließt. Das flach geneigte Dach zeigt sich im Inneren mit offen liegenden Sparren, was einer Tendenz im frühen Bettelsordensbau entsprach, auf prächtige Gewölbe zu verzichten.
Die Wände im Inneren folgen der Gestaltung mit weiß/dunkelgrün gestreifter Marmorbänderung nach Vorbild des Doms.

## Werke im Innenraum (Auswahl)

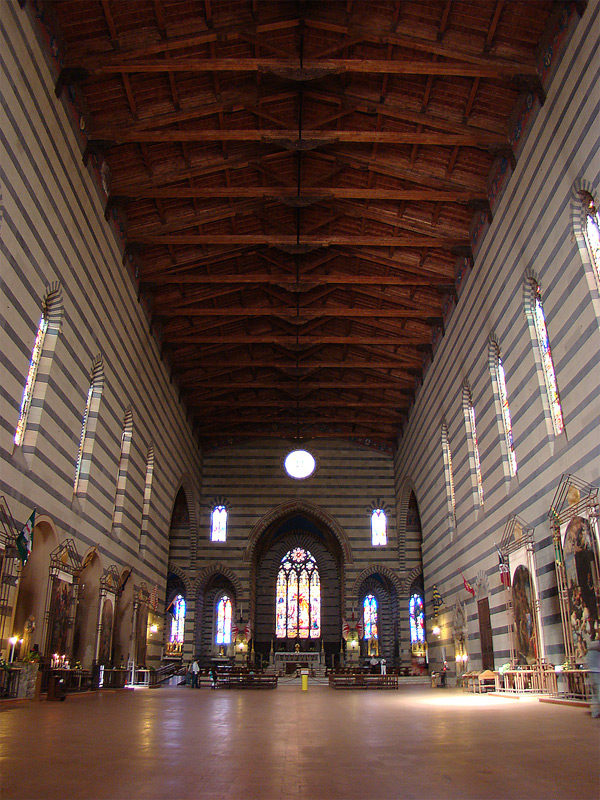
Das Kirchenschiff der Basilika

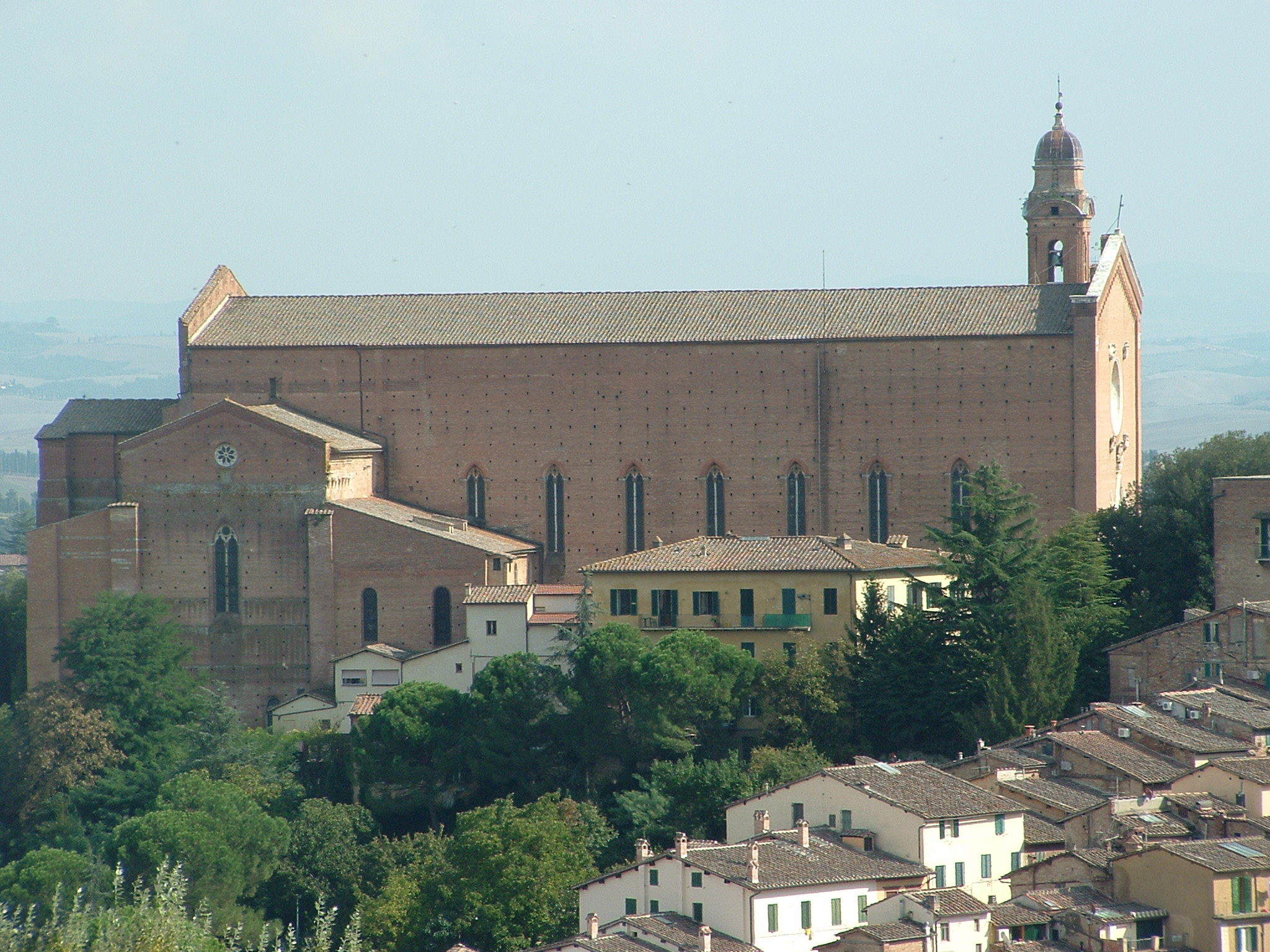
Westseite der Basilika von Stadtdrittel Camollia gesehen

### Innenseite der Fassade
- Marienkrönung (um 1417/1421 von Taddeo di Bartolo begonnen, um 1447 von Stefano di Giovanni Sassetta weitergemalt und um 1466 von Sano di Pietro fertiggestellt; abgenommenes Fresko, ursprünglich am Stadttor Porta Romana)
- Geburt Christi, 1531 von Sodoma gemalt. Das stark beschädigte Werk ist ein abgenommenes Fresko von der Porta Pispini und enthielt ein Selbstporträt des Sodoma.

### Rechte Seite des Kirchenschiffs
- Stigmatisation des heiligen Franziskus (gotisches Grab aus dem 14. Jahrhundert, unbekannter Künstler)
- Geburt Mariens (1671, Leinwand, von Giovan Battista Ramacciotti)
- Predigt des heiligen Jakobus (Leinwand, von Giuseppe Nicola Nasini)
- Auferweckung des Lazarus (Leinwand, von Alessandro Casolani)

### Linke Seite des Kirchenschiffs
- Verkündigung (von Alessandro und Ilario Casolani)
- Kreuzigung (von Girolamo di Benvenuto)
- Der segnende Christus mit Maria, Franziskus und Andreas (1605, von Pietro Sorri)
- Madonna mit Kind und Heiligen (von Jacopo Zucchi)
- Martyrium der heiligen Martina (von Pietro da Cortona)
- Tod des heiligen Galgano (Deifebo Burbarini zugeordnet)
- Predigt des heiligen Bernhardin (von Dionisio Montorselli)

### Querschiffe, Hauptaltar und Apsis
Die beiden Querschiffe sind mit zahlreichen Kapellen ausgestattet. Diese sind von rechts beginnend die Cappella de’ Docci, Cappella delle Particole, Cappella del Sacramento, Cappella della Concezione, Cappella delle Terziarie und die Cappella Palmieri. Danach folgt die Cappella Centrale mit dem Hauptaltar von Leopoldo Maccari und Giuseppe Partini. Die erste Kapelle links des Hauptaltars ist die der Piccolomini d’Aragona, dann folgen die Cappella Bandinelli, Cappella Bandini Piccolomini, Cappella Saracini. Hauptwerke sind:
- Die heilige Anna mit Maria als Kind, die den Armen Almosen spendet (1890, Cappella delle Particole, von Cesare Maccari)
- Gesù in pietà e i quattro evangelisti (1370), Cappella del Sacramento, von Lippo Vanni
- Der heilige Franziskus (Marmorstatue aus dem 15. Jahrhundert, Cappella del Sacramento)
- Die unbefleckte Empfängnis (1891, Cappella della Concezione, von Pietro de Pezzatis)
- Madonna mit Kind (Cappella Palmieri, wahrscheinlich von Andrea Vanni, ca. 1398, durch das Feuer 1655 stark beschädigt)
- Schlüsselübergabe an Petrus (1892, von Ricciardo Meacci)
- Büste des Monsig. Giovanni Pierallini (1891, von Tito Sarrocchi)
- Kreuzigung (in den 1320er-Jahren von Pietro Lorenzetti als Fresko im Kapitelsaal gemalt; in den 1850er-Jahren abgenommen und in die Cappella Piccolomini d’Aragona verbracht)
- Das Martyrium der franziskanischen Brüder und Die Aufnahme des heiligen Ludwig in den Franziskanerorden durch Papst Bonifaz VIII. (in den 1320er-Jahren von Ambrogio Lorenzetti als Fresken im Kapitelsaal gemalt; in den 1850er-Jahren abgenommen und in die Cappella Bandini Piccolomini verbracht)

## Oratorio dei Santi Ludovico e Gherardo
Das Oratorium wurde hauptsächlich von Astolfo Petrazzi und Rutilio Manetti gestaltet. Weitere Gemälde stammen von Deifebo Burbarini (San Gherardo befreit die Gefangenen, 1647) und Annibale Mazzuoli (Der heilige Ludwig vor dem Papst, Glorie des heiligen Ludwig, 1687). Hauptwerke sind
- Gottvater, Johannes, Hippolyt und Bernhardin (von Astolfo Petrazzi, 1635)
- Glorie des San Gherardo (von Astolfo Petrazzi, 1647)
- Anrufung des San Gherardo durch die Kranken und Pestkranken (von Astolfo Petrazzi, 1647)
- Ekstase des San Gherardo während der Messe (von Rutilio Manetti, 1635)
- Der Heilige befreit einen Besessenen (von Rutilio Manetti, 1635)